# Osiedle Zastalowskie
Osiedle Zastalowskie – osiedle mieszkalne Zielonej Góry położone w północnej części miasta obok Trasy Północnej, która jest główną drogą wylotową na obwodnicę Zielonej Góry. Na terenie osiedla i w jego pobliżu zlokalizowano trzy duże hipermarkety: Intermarché, Tesco i Auchan.
Nazwa osiedla jak i ulic na nim, związana jest z przedsiębiorstwem Zastal i zawodami, które wykonywano na jej terenie, stąd ulice takie jak: Spawaczy, Konstruktorów, Mechaników, Technologów czy Franciszka Rzeźniczaka (dyrygent zakładowej orkiestry).
Na osiedlu znajduje się Szkoła Podstawowa nr 11 oraz boisko ze sztucznym oświetleniem.